# Chasing Daylight (album)
Chasing Daylight è il quarto album in studio del gruppo musicale statunitense Sister Hazel, pubblicato nel 2003.

## Tracce
1. Your Mistake - 4:09
2. Come Around - 3:56
3. One Love - 3:29
4. Best I'll Ever Be - 4:50
5. Life Got in the Way - 3:38
6. Everybody -  3:31
7. Swan Dive -  3:46
8. Killing Me Too - 5:37
9. Sword and Shield - 5:06
10. Hopeless - 6:10
11. Effortlessly - 4:06
12. Can't Believe - 4:33

## Formazione
- Ken Block – voce, chitarra acustica
- Andrew Copeland – chitarra, cori
- Ryan Newell – chitarra, cori
- Jett Beres – basso, cori
- Mark Trojanowski – batteria